# Universität Dunaújváros

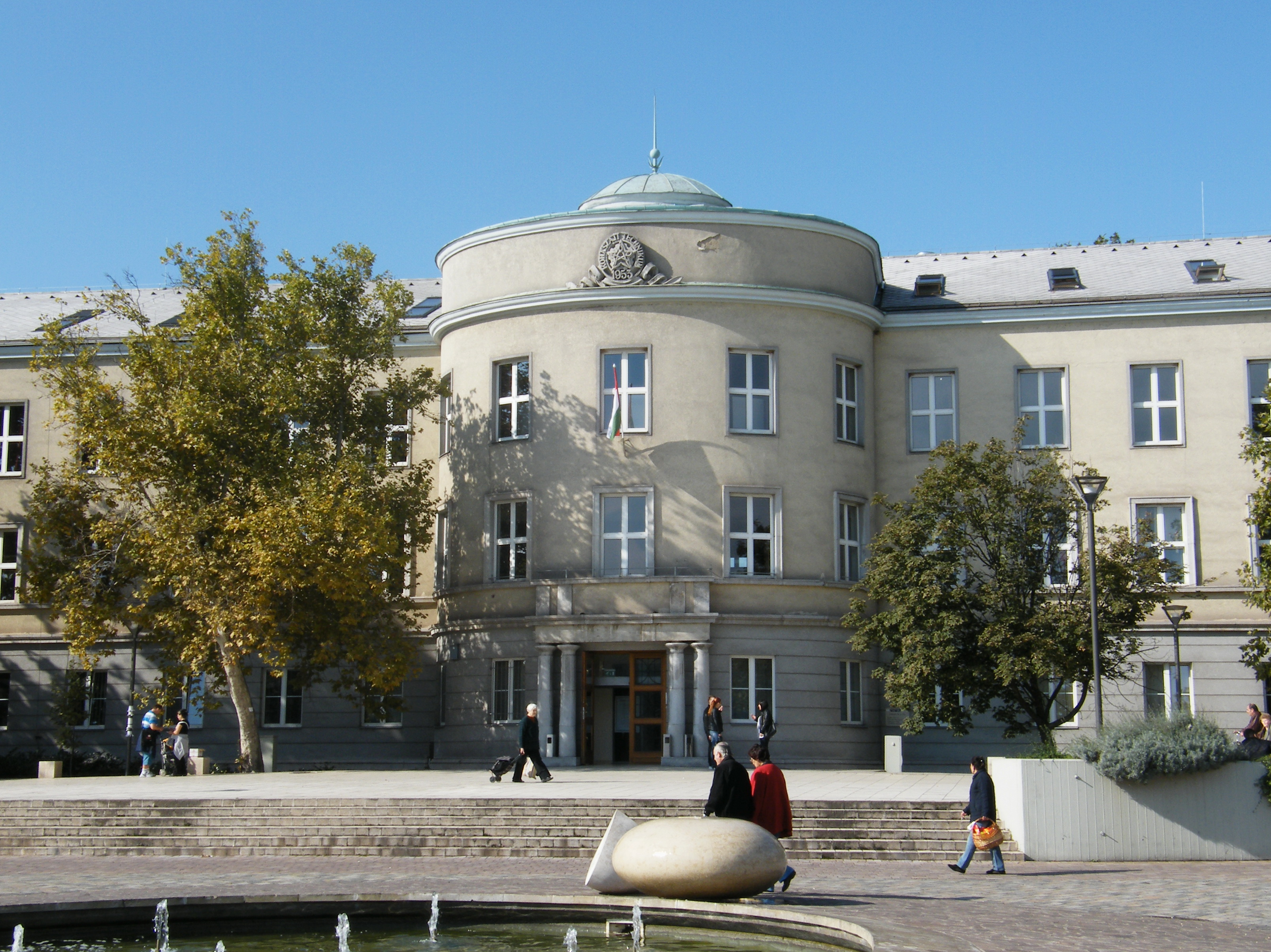
Hauptgebäude der Universität

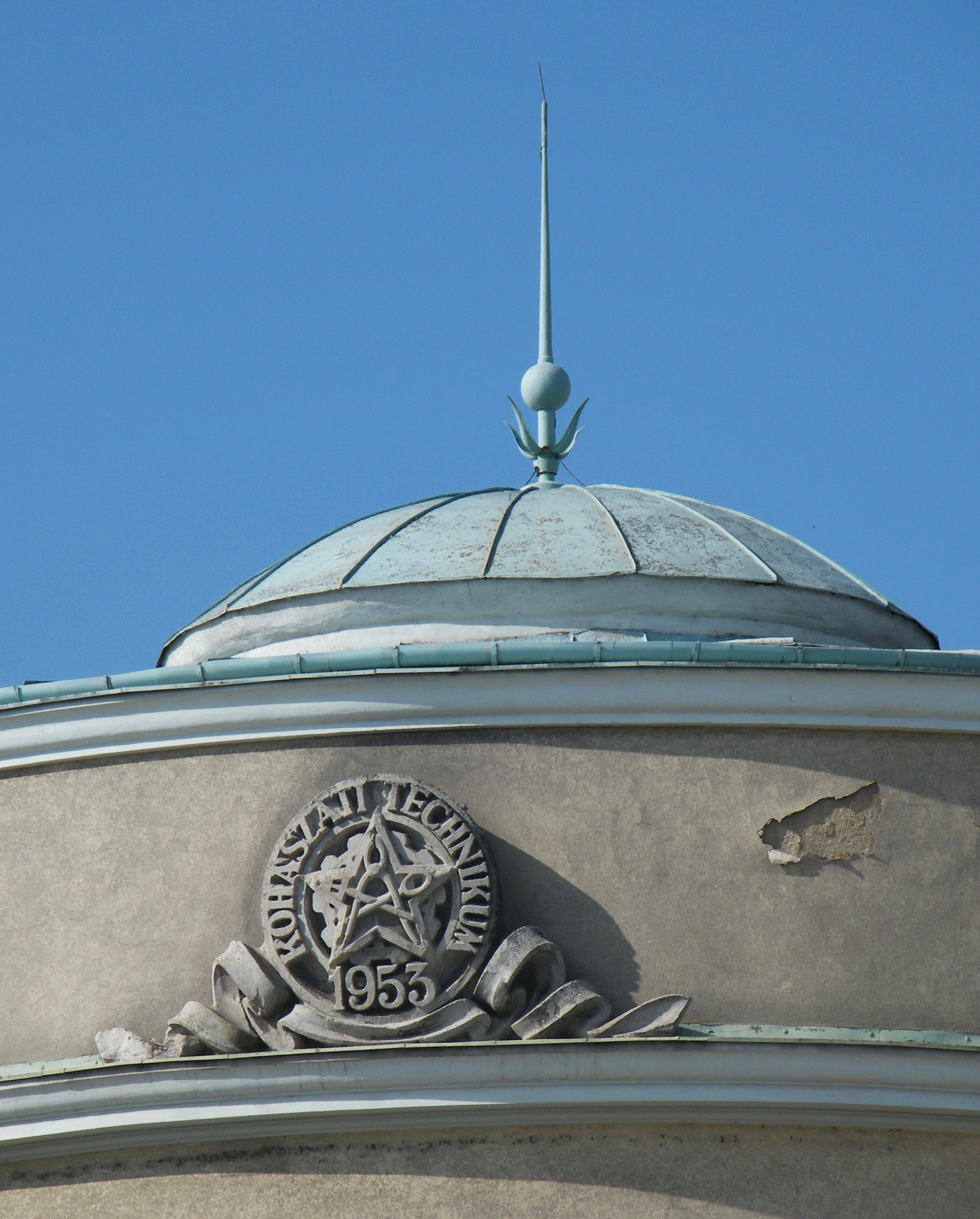
Wappen des Technikums für Metallurgie aus dem Jahr 1953

Die Universität Dunaújváros (ungarisch Dunaújvárosi Egyetem, kurz DUE) ist eine staatliche Universität in der ungarischen Stadt Dunaújváros mit knapp 5.000 Studenten (3.100 davon Vollzeitstudenten). Der Hauptsitz der Hochschule befindet sich in der Tancsics Mihály utca 1 A.
Die Hochschule Dunaújváros geht auf ein 1953 in Dunaújváros gegründetes Technikum für Metallurgie und Maschinenbau zurück und wurde von 1969 bis 2003 um sozial- und wirtschaftswissenschaftliche Studiengänge erweitert und bietet heute unter anderem Studienabschlüsse als Bachelor of Science und Master of Science.